# Friedrich Albert von Zenker

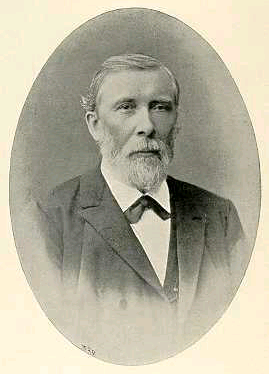
Friedrich Albert Zenker

Friedrich Albert Zenker, ab 1887 von Zenker (* 13. März 1825 in Dresden; † 13. Juni 1898 auf dem Gut Reppentin bei Plau in Mecklenburg) war ein deutscher Pathologe.

## Werdegang
Friedrich Albert Zenker war das zweitgeborene Kind von Albert Zenker (Geheimer Hofrat und Rat im Ministerium des Königlichen Hauses in Dresden sowie Privatsekretär des sächsischen Königs) und Emilie Kohlschütter, Tochter von Karl Christian Kohlschütter.
Während seines Studiums wurde er 1843 Burschenschafter in Leipzig, 1846 Mitglied der Alten Heidelberger Burschenschaft Frankonia und 1883 Ehrenphilister der Erlanger Burschenschaft der Bubenreuther. Nach seinem Studium in Leipzig und Heidelberg (1843–1847) und seiner Promotion 1851 in Leipzig war er in Dresden zunächst als Prosektor am heutigen Krankenhaus Dresden-Friedrichstadt tätig. Von 1853 bis 1855 war er Dozent und danach Professor für allgemeine Pathologie und pathologische Anatomie an der medizinisch-chirurgischen Hochschule der Stadt. 1863 übernahm er den Lehrstuhl an der Universität Erlangen, wo er mit großem Erfolg mehr als 30 Jahre als Forscher und Lehrer tätig war. 1873 wurde Friedrich Albert Zenker zum Mitglied der Leopoldina gewählt. 1887 wurde er unter Verleihung des bayrischen Kronenordens in den persönlichen Adelsstand erhoben. 1895 trat er in den Ruhestand.

## Entdeckungen
Am 28. Januar 1860 entdeckte Zenker eine Trichinose bei einem Mädchen, das in einem Dresdner Krankenhaus gestorben war. Er bewies damit als Erster, dass Trichinen, die man seit Mitte der 1830er Jahre für mehr oder weniger harmlose Schmarotzer gehalten hatte, schwere, auch tödliche Krankheiten auslösen konnten und Menschen häufig befielen.
Nach Zenker ist ein Divertikel des Schlunds benannt.

## Veröffentlichungen
- Über die Trichinenkrankheit des Menschen. Virchows Archiv für pathologische Anatomie und Physiologie und für klinische Medizin, Berlin, 1860, 18: 561–572.
- Beiträge zur Lehre von der Trichinenkrankheit. Historischer Überblick in „Deutsches Archiv für klinische Medicin“, 1866; 1: 90–124.
(Aufbau dieses Archivs in Zusammenarbeit mit Hugo Wilhelm von Ziemssen von 1866 bis 1897)
- Beiträge zur normalen und pathologischen Anatomie der Lungen. Dresden, G. Schönfelds Buchhandlung, 1862.
Erstbeschreibung der Lungen-Fettembolie beim Menschen
- Über die Veränderungen der willkürlichen Muskeln in Typhus abdom. Leipzig, 1864.
- Krankheiten des Oesophagus, mit Hugo Wilhelm von Ziemssen, Leipzig, 1867.
(auch in von Ziemssens Handbuch der allgemeinen Therapie, 1874; 7, Teil 1, Anhang, Seite 1–208).
- Über Staubinhalationskrankheiten der Lungen. Deutsches Archiv für klinische Medicin, 1867, II: 116–172.
- Zur pathologischen Anatomie der acuten gelben Leberatrophie. Deutsches Archiv für klinische Medicin, Leipzig, 1872; X.
- Über den Cysticercus racemosus des Gehirns. Bonn, 1882.